# Formation ferrifère rubanée

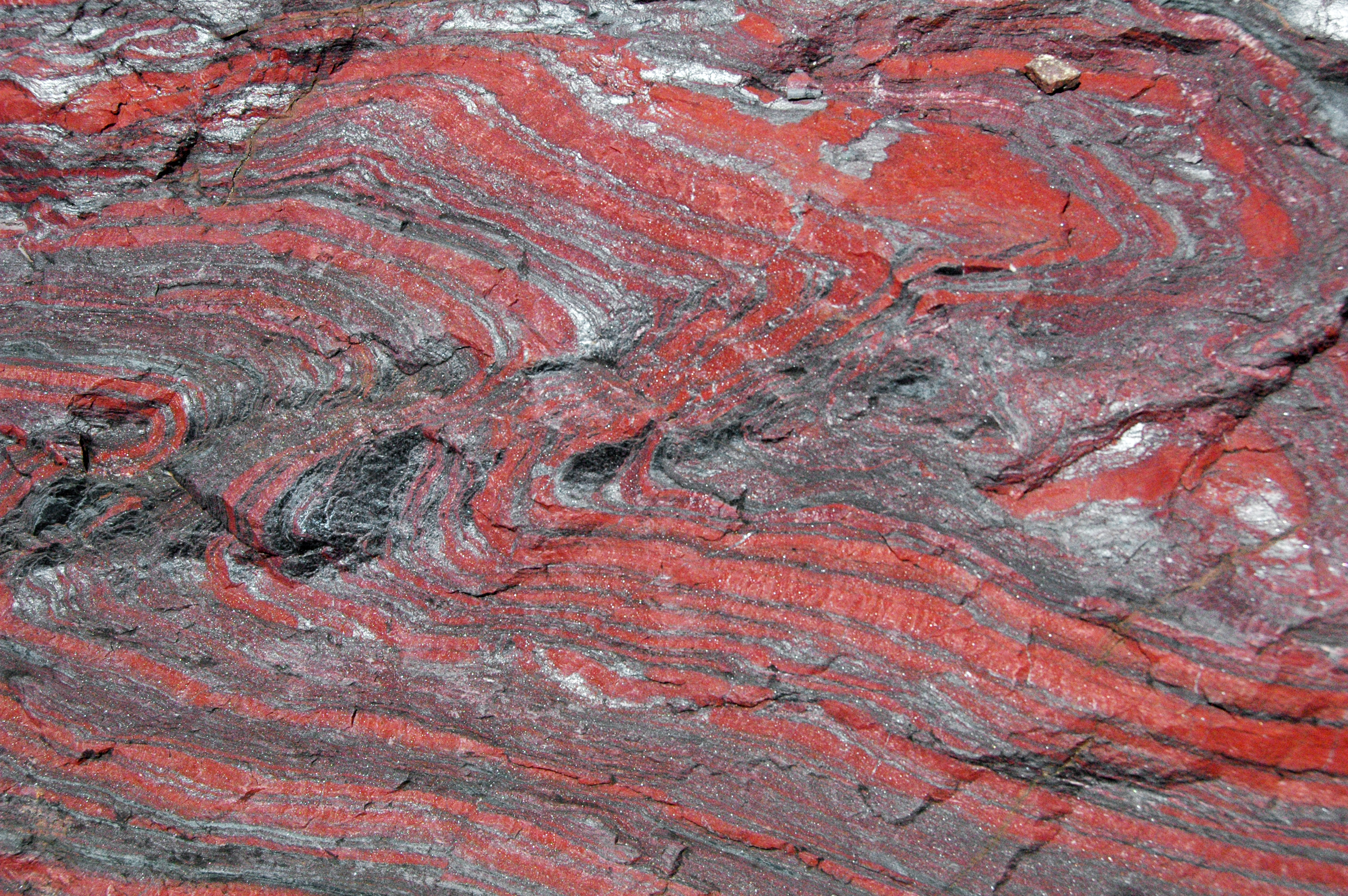
Exemple de BIF (ici la Formation de Negaunee datant du Paleoproterozoïque à Jasper Knob, Michigan).

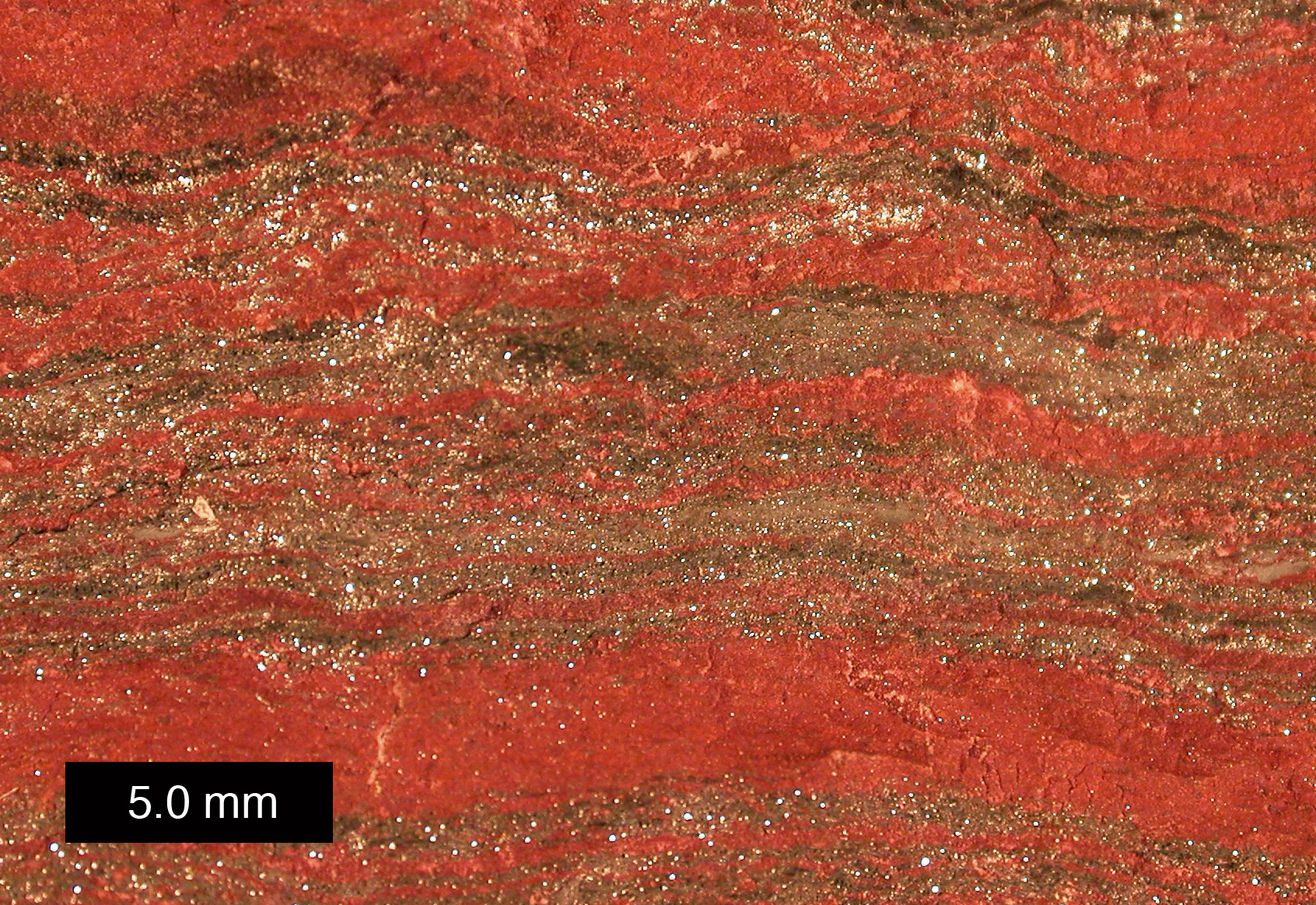
Échantillon d'un gisement de fer rubané de la péninsule supérieure du Michigan.

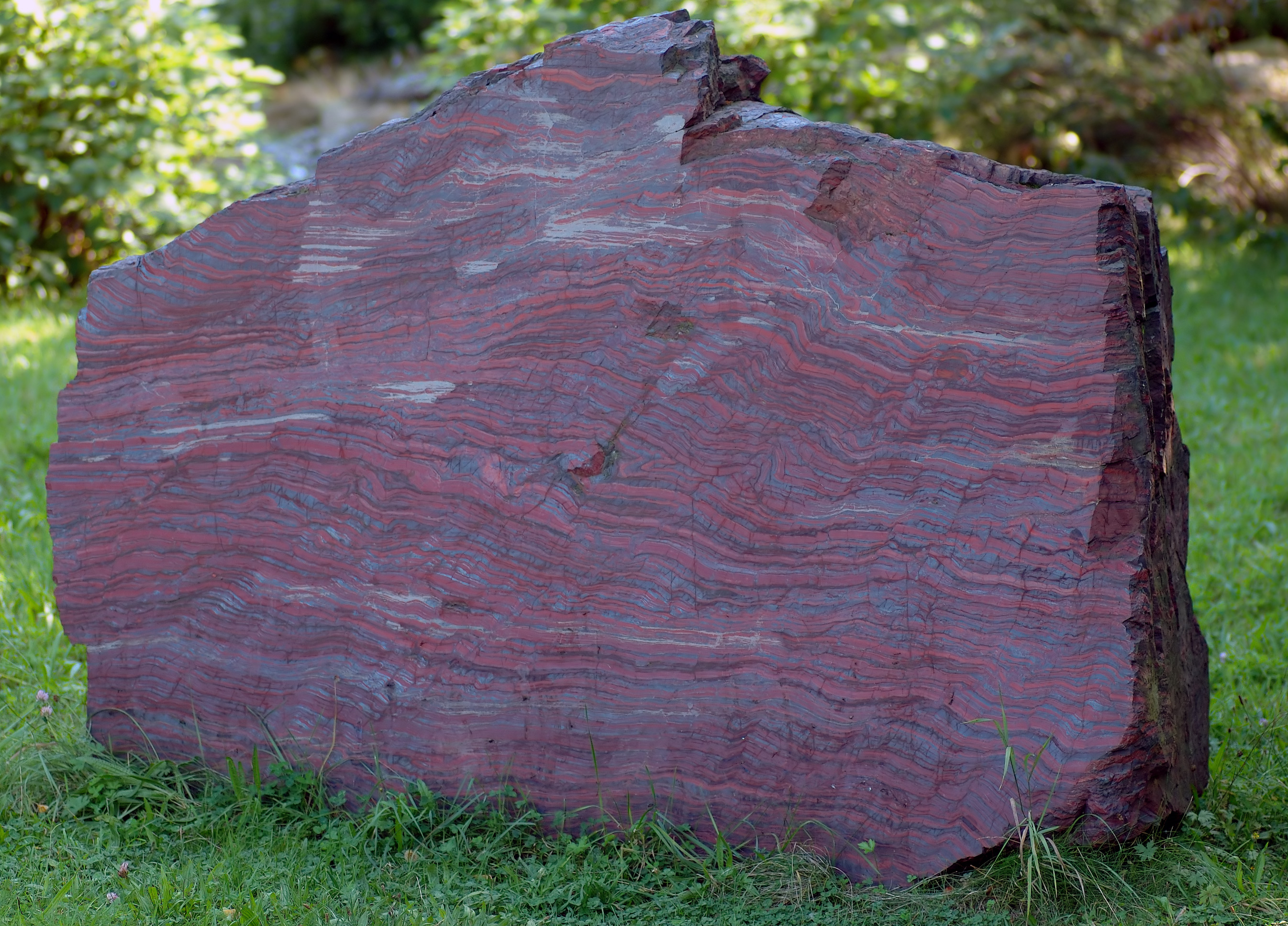
Bloc de fer rubané daté de -2,1 milliards d'années, découvert en Amérique du Nord.

Les formations ferrifères rubanées, aussi appelées formations de fer rubanées, gisements de fer rubané, BIF (pour l'anglais banded iron formations) ou itabirites, sont des roches sédimentaires très riches en fer (au moins 15 %). Les différentes couches sont de dimension millimétrique à centimétrique. Leur origine est majoritairement archéenne ; on les rencontre, sur toute la surface du globe, de −3 800 à −2 000 Ma environ.

## Origine
L'océan primitif était un milieu plutôt réducteur, où le fer était en solution sous forme d'ions ferreux. La biosphère en a progressivement fait un milieu oxydant. L'apparition des gisements de fer rubané correspond à une oxydation de fer ferreux en fer ferrique.
Le fer ferreux (Fe2+), ainsi que le fer natif éventuellement présent (Fe0), ont été partiellement oxydés en fer ferrique (Fe3+) et, avec l'apport d'oxygène, ont précipité en couches de couleur métalliques ou noirâtres, sous forme de magnétite (FeO-Fe2O3) et d'hématite (Fe2O3). Ces précipitations, qui reflètent ici des bouffées de conditions oxydantes, alternent avec des dépôts de schiste argileux et de carbonates siliceux, qui sont eux de couleur rougeâtre et sont déposés en milieu plus réducteur. La nature de l'alternance que reflètent ces dépôts n'est pas claire, il peut s'agir d'un cycle saisonnal, d'une instabilité biochimique, ou de tout autre phénomène cyclique.
La majorité des gisements ont été formés entre −2,5 Ga et −1,8 Ga. Leur formation est généralement interprétée comme étant consécutive au relargage massif d'oxygène libre (O2) par la photosynthèse cyanobactérienne, et l'augmentation consécutive de sa concentration dans l'océan.
Par la suite, lorsque, au Paléoprotérozoïque, la plus grande partie des formes réduites du fer furent oxydées, la sédimentation de gisements de fer rubané s'est raréfiée et la teneur en O2 a alors augmenté dans les océans d'abord, dans l'atmosphère ensuite, pour se révéler hautement toxique pour les organismes anaérobies. C'est ce que l'on appelle la Grande Oxydation ou catastrophe de l'oxygène.
On trouve cependant de telles roches très tôt dans le registre géologique, dès −3,7 Ga. Ces dépôts sont associés à une oxydation consécutive à une photosynthèse, mais plus probablement une photosynthèse anoxygénique apparue beaucoup plus tôt.

### Photosynthèse anoxygénique
Les concentrations en phosphore et les traces de métaux dans les BIFs sont cohérents avec la précipitation due à l'activité de bactéries qui oxydent le fer.
Les proportions d'isotopes du fer dans les plus anciennes BIFs (3700-3800 Ma), à Isua au Groenland, s'expliquent mieux en supposant des niveaux de dioxygène extrêmement faibles (moins de 0,001% du niveau actuel) et par l'oxydation par photosynthèse anoxygénique de Fe2+,.
4 Fe2+ + 11 H2O + CO2 + hv → CH2O + 4 Fe(OH)3 + 8 H+
Cela implique que le processus biologique par lequel les micro-organismes remplacent le Fe3+ par l'oxygène dans la respiration (réduction dissimilante du fer) n'était pas encore répandue. En revanche, les BIFs de type Lac Supérieur donnent des ratios d'isotopes du fer qui suggèrent que la réduction dissimilante du fer a énormément augménté durant cette période.
Une autre voie est celle de l'oxydation par des bactéries dénitrifiantes. Cela requiert la fixation biologique du diazote par des micro-organismes.
10 Fe2+ + 2 NO3- + 24 H2O → 10 Fe(OH)3 + N2 + 18 H+

## Exploitation
Les gisements de fer rubané sont exploités comme minerai de fer, comme c'est le cas en Australie, Afrique du Sud et au Brésil. D'immenses gisements sont au stade exploratoire en Afrique occidentale et centrale.